# Détaché
Détaché (wym. detaszé; fr. oderwany, rozłączony) – technika wydobywania dźwięku z instrumentów smyczkowych; rodzaj artykulacji polegający na wykonaniu każdego dźwięku oddzielnym ruchem smyczka, bez odrywania go od strun; staccato, które wykonywane jest bez odrywania smyczka od struny, ze zmianą kierunku przy każdej nucie. W notacji, détaché zazwyczaj nie oznacza się – jest techniką domyślną. Jeśli dźwięk ma być lekko zaakcentowany, nad nutą stawia się poziomą kreskę, niekiedy akcent. Jeśli dźwięk ma być wykonany z akcentem i pełnym smyczkiem – stosuje się kreskę oraz akcent.